# Lita på mig (TV-serie, 2025)
Lita på mig är en svensk dramakomediserie som hade premiär på SVT Play och på SVT den 20 april 2025. Serien, som består av åtta avsnitt, är regisserad av Johan Rosell.

## Handling
Serien handlar om den unga småkriminella fifflaren Felicia som hankar sig fram genom livet genom att begå mindre stölder. När det står klart att hennes impulsiva mamma inte betalat hyran på evigheter, ställs Felicias liv på ända. Hon måste hitta ett sätt att få ihop en stor summa pengar och det fort.

## Rollista (i urval)
- Ella Rae Rappaport
- Anton Forsdik
- Emma Broomé
- Erik Enge
- Malin Levanon
- Michael Lindgren